# Козлов, Дмитрий Всеволодович
Дмитрий Всеволодович Козлов (21 апреля 1904, Долгие Лески, Тульская губерния — 21 ноября 1991, Москва) — советский фронтовой фотокорреспондент.

## Биография
Родился 21 апреля 1904 года в селе Долгие Лески, ныне Тульской области, в семье Всеволода Николаевича Козлова и Надежды Дмитриевны Воейковой.
Учился в Военно-морском училище в Ленинграде, но бросил его. Работал моряком, находился в длительных плаваниях. Ходил на барке «Товарищ» и грузовом пароходе «Ижора». Однако морская его карьера не сложилась, и Дмитрий в 1930-х годах устроился в Московский уголовный розыск. Одновременно увлёкся фотографией, которая позже стала делом всей жизни.
С началом Великой Отечественной войны добровольцем ушёл на фронт. Имея за плечами учёбу в военном заведении, получил офицерское звание старшего лейтенанта административной службы и был отправлен на Западный фронт, где руководил сбором разбитой военной техники для отправки в ремонт. Получив контузию и тяжёлую травму, находился в госпитале и затем был комиссован. Тогда Дмитрий Козлов стал в звании капитана административной службы фотокорреспондентом «Фронтовой правды», работал вначале на Волховском, а позже на Карельском фронтах.
После войны на протяжении нескольких десятилетий работал штатным фотокорреспондентом агентства «РИА Новости» (Агентство печати «Новости»).
Умер 21 ноября 1991 года в Москве.
В Российском государственном архиве Военно-Морского Флота (РГАВМФ) имеются документы, относящиеся к Дмитрию Всеволодовичу Козлову.

## Награды
- Орден Красной Звезды (18 ноября 1944)[3]
- Орден Отечественной войны I степени (6 апреля 1985)
- Медаль «За оборону Ленинграда» (22 декабря 1942)
- Медаль «За оборону Москвы» (5 августа 1944)
- Медаль «За оборону Советского Заполярья» (5 декабря 1944)
- Медаль «За боевые заслуги» (6 ноября 1945)
- Медаль «За победу над Германией в Великой Отечественной войне 1941—1945 гг.» (9 мая 1945)